# Argyrodes rostratus
Argyrodes rostratus är en spindelart som beskrevs av John Blackwall 1877. Argyrodes rostratus ingår i släktet Argyrodes och familjen klotspindlar.
Artens utbredningsområde är Seychellerna. Inga underarter finns listade i Catalogue of Life.